# Юсев, Георгий
Георгий Юсев — болгарский самбист, спортивный судья и спортивный функционер, чемпион мира среди юниоров 1979 года, победитель и призёр международных турниров, чемпион Европы 1987 года в Софии, серебряный (1979, 1985, 1987) и бронзовый (1981, 1982) призёр чемпионатов мира, серебряный призёр Кубка мира 1985 года. Выступал в полулёгкой весовой категории (до 57 кг). Был главным судьёй чемпионата Европы по самбо 2001 года. Работал генеральным секретарём Федерации самбо Болгарии, а в 2017 году стал её президентом.